# Nik Dodani
Nik Dodani, född 19 december 1993 i Dallas, är en amerikansk skådespelare.
Dodani har bland annat medverkat i filmen The Parenting där han spelade Rohan, en av huvudrollerna. I TV-serien Atypical spelade han Zahid också det en av huvudrollerna. Han har även medverkat i bland annat Twisters och Escape Room.

## Filmografi (i urval)
- 2017–2021 – Atypical (TV-serie)
- 2019 – The Comeback
- 2022 – Escape Room
- 2022 – En annorlunda värld
- 2024 – Twisters
- 2025 – The Parenting